# Alexis-Armand Charost
Alexis-Armand Charost (14 de novembro de 1860 - 7 de novembro de 1930) foi um cardeal francês da Igreja Católica Romana. Ele serviu como arcebispo de Rennes desde 1921 até sua morte, e foi elevado ao cardinalato em 1922.

## Biografia
Alexis Charost nasceu em Le Mans e estudou no seminário de Le Mans, no Pontifical French Seminary de Roma e na Catholic University of Angers. Foi ordenado ao sacerdócio em 19 de maio de 1883 e depois lecionou no colégio Sainte-Croix de Le Mans até 1892.  Charost atuou como diretor do Estágio de Notre Dame de la Couture em Le Mans em 1892 até 1894, de onde se tornou secretário do arcebispo Guillaume Labouré. Mais tarde ele foi feito canon titular docatedral capítulo de Rennes em 1899, e vigário-geral e diretor de estudos secundários do mesmo em 1909.
Em 14 de fevereiro de 1913, Charost foi nomeado bispo auxiliar de Cambrai e Bispo titular de Milopotamus pelo Papa Pio X. Ele recebeu sua consagração episcopal em 13 de maio do arcebispo Auguste Dubourg, com os bispos François-Marie-Joseph Delamaire e Olivier de Durfort de Civbac servindo como co-consagradores, na catedral metropolitana de Rennes.
Charost foi mais tarde nomeado o primeiro bispo de Lille em 21 de novembro do mesmo ano, e serviu como chanceler interino da Universidade Católica de Lille em 1915, tornando-se chanceler em 1919. Durante a Primeira Guerra Mundial, encorajou os católicos sob sua jurisdição a praticar a resistência passiva contra o Império Alemão, que ocupou Lille;  o bispo também protestou contra as ações dos alemães ao cardeal Felix von Hartmann .  Em 15 de junho de 1920, ele foi promovido a Arcebispo Coadjutor de Rennes e Arcebispo Titular de Quersoneso em Zechia.. Mais tarde, Charost sucedeu o cardeal Dubourg como arcebispo de Rennes após a morte deste, em 22 de setembro de 1921.
O Papa Pio XI criou-o Cardeal Sacerdote de S. Maria della Vittoria no consistório de 11 de dezembro de 1922. Charost serviu como legado papal às comemorações do centenário em honra do Cardeal Charles Lavigerie em Argel, em 25 de agosto de 1925, ao quinquagésimo aniversário da Igreja Católica, e as celebrações em honra de Santa Teresa de Lisieux, em Lisieux, em 15 de setembro de 1929.

## Morte
O Cardeal morreu em Rennes, aos 69 anos. Ele está enterrado na Catedral de Rennes.